# Санчес, Рамон
Рамон Альфредо Санчес Паредес (исп. Ramón Alfredo Sánchez Paredes; 25 мая 1982) — сальвадорский футболист, полузащитник.

## Клубная карьера
Рамон Санчес выступал в клубах чемпионата Сальвадора: «Хувентуд Индепендьенте», «Арсенсе», «Сан-Сальвадор», «Чалатенанго». В составе «Сан-Сальвадора» стал чемпионом клаусуры 2003.
В июле 2009 года подписал контракт с американским клубом «Сан-Хосе Эртквейкс». В дебютном сезоне в MLS сыграл 11 матчей, в которых забил два гола. Но в сезоне 2010 в «Эртквейкс» пришёл Сэм Кронин, в конкуренции с ним Санчес провёл на поле всего 83 минуты, и летом клуб расторг контракт с сальвадорцем из-за необходимости удержания потолка зарплат.
После первого зарубежного опыта вернулся на родину, выступал за «Агилу» и «Исидро Метапан», с которым выиграл два чемпионата.
В начале 2013 года перебрался в казахстанскую Премьер-лигу, подписав однолетний контракт с усть-каменогорским «Востоком».
После пожизненной дисквалификации выступал за клуб «Заху» из иракской Премьер-лиги, непризнанной ФИФА.

## Международная карьера
Санчес в составе олимпийской сборной Сальвадора стал чемпионом Игр Центральной Америки и Карибского бассейна 2002 года.
За национальную сборную Сальвадора выступал с 2003 по 2012 годы: сыграл 76 матчей и забил в них два гола.
В сентябре 2013 года Санчес в числе 14 игроков сальвадорской сборной был дисквалифицирован пожизненно за причастность к договорным матчам.

## Достижения
Командные
«Сан-Сальвадор»
- Чемпион Сальвадора: клаусура 2003

«Исидро Метапан»
- Чемпион Сальвадора: апертура 2011, апертура 2012

Олимпийская сборная Сальвадора
- Чемпион Игр Центральной Америки и Карибского бассейна: 2002